# Bộ Chỉ huy quân sự, Quân đội nhân dân Việt Nam
Bộ Chỉ huy Quân sự cấp tỉnh, thành phố (Bộ CHQS)  trước kia còn được gọi tắt là Tỉnh Đội là một tổ chức thuộc Quân đội nhân dân Việt Nam tương đương cấp Sư đoàn, có chức năng tham mưu cho Tỉnh uỷ hoặc Thành ủy, Hội đồng Nhân dân, Ủy ban Nhân dân tỉnh/thành phố tổ chức thực hiện công tác quân sự địa phương, quốc phòng toàn dân ở địa phương. Quản lý Nhà nước về mặt quốc phòng trên địa bàn tỉnh/thành phố. Tổ chức xây dựng lực lượng vũ trang tỉnh vững mạnh, sẵn sàng chiến đấu, chiến đấu và hoàn thành các nhiệm vụ khác được giao. Trực tiếp quản lý, chỉ huy, điều hành lực lượng vũ trang nhân dân địa phương dưới sự lãnh đạo, chỉ đạo của Quân ủy Trung ương, Bộ quốc phòng; Đảng uỷ, Bộ tư lệnh Quân khu, Tỉnh uỷ/Thành ủy, HĐND, UBND tỉnh/thành phố.
Bộ chỉ huy quân sự tỉnh có quản lý toàn bộ lực lượng bộ đội địa phương và dân quân thuộc quyền. Trong thời bình, quân số Bộ Chỉ huy quân sự mỗi tỉnh dao động từ 600 đến 2.000 người, tùy theo tính chất đặc thù của địa bàn, mức phổ biến thường thấy trên dưới 1.000 người. Trong thời chiến, mỗi tỉnh có thể có từ 2-4 trung đoàn đủ quân, nhiều tiểu đoàn binh chủng, thậm chí có thể biên chế đến 1 sư đoàn bộ binh, trung đoàn cao xạ, trung đoàn công binh... Quân số thời chiến phổ biến từ 5.000-15.000 người.
Hiện nay Việt Nam có 61 Bộ Chỉ huy quân sự Tỉnh - Thành phố và 2 Bộ Tư lệnh Thành phố (TP. Hồ Chí Minh và Hà Nội). Tổng quân số bộ đội địa phương thời bình ước tính khoảng 100.000 người.

## Nhiệm vụ
- Tổ chức xây dựng, bảo vệ tiềm lực quốc phòng của địa phương, xây dựng lực lượng vũ trang địa phương (Bao gồm bộ đội địa phương, dân quân tự vệ, dự bị động viên), xây dựng thế trận quốc phòng toàn dân gắn với thế trận an ninh nhân dân trong khu vực phòng thủ; quản lý, huy động nền kinh tế quốc dân đáp ứng yêu cầu nhiệm vụ quốc phòng của địa phương và cả nước trong mọi tình huống.
- Triển khai thực hiện công tác huấn luyện, sẵn sàng chiến đấu, chiến đấu, công tác tuyển quân, tuyển sinh quân sự, hoạt động phong trào thi đua quyết thắng trong lực lượng vũ trang.
- Xây dựng quyết tâm, kế hoạch phòng thủ, quyết tâm bảo vệ chế độ xã hội chủ nghĩa, kế hoạch xây dựng lực lượng vũ trang địa phương.
- Tổ chức, chỉ đạo lực lượng bộ đội địa phương, dân quân tự vệ, dự bị động viên phối hợp với bộ đội biên phòng, cảnh sát biển, công an nhân dân và các lực lượng khác giữ gìn an ninh chính trị và trật tự an toàn xã hội; làm công tác vận động quần chúng và tổ chức huy động các lực lượng thực hiện công tác phòng thủ dân sự ở địa phương.
- Thực hiện công tác giáo dục quốc phòng toàn dân, bồi dưỡng kiến thức quốc phòng cho cán bộ các cấp và giáo dục quốc phòng cho học sinh, sinh viên theo quy định của pháp luật.
- Tổ chức tuyên truyền quan điểm, chủ trương, đường lối của Đảng, chính sách và pháp luật của Nhà nước, các Chỉ thị, Nghị quyết, văn bản quy định của địa phương về công tác quốc phòng, giải đáp chế độ, chính sách có liên quan đến lĩnh vực quân sự - Quốc phòng địa phương.
- Thực hiện phối kết hợp phát triển quốc phòng an ninh với phát triển kinh tế, văn hoá, xã hội, đối ngoại; gắn quốc phòng - an ninh với kinh tế; xây dựng cơ sở chính trị vững mạnh toàn diện làm nòng cốt để xây dựng khu vực phòng thủ vững chắc; quản lý, bảo vệ các công trình quốc phòng và các khu vực quân sự ở địa phương.
- Xây dựng và bảo đảm hậu cần, kỹ thuật tại chỗ, đề xuất bảo đảm ngân sách cho công tác quốc phòng địa phương. Thi hành mọi chủ trương, chính sách về củng cố quốc phòng, xây dựng quân đội nhân dân, dân quân tự vệ, dự bị động viên theo quy định của pháp luật. Thực hiện chính sách hậu phương quân đội, động viên sức người, sức của ở địa phương cho sự nghiệp xây dựng và bảo vệ Tổ quốc.
- Thực hiện công tác thanh tra, kiểm tra, sơ, tổng kết rút kinh nghiệm về công tác quân sự, quốc phòng địa phương.

## Tổ chức Đảng lãnh đạo
Đảng ủy quân sự (ĐUQS)Tỉnh được thành lập trên quy định Điều lệ Đảng Cộng sản Việt Nam. Đảng ủy quân sự tỉnh có nhiệm kỳ 5 năm, được bầu tại Đại hội Đảng bộ quân sự tỉnh. Các Đảng ủy quân sự Tỉnh hiện nay có nhiệm kỳ 2020-2025.
Đảng ủy quân sự tỉnh gồm 13-15 thành viên. Ban Thường vụ thường có năm người. Thành viên Đảng ủy quân sự Tỉnh bao gồm:
- Bí thư ĐUQS tỉnh do Bí thư Tỉnh ủy đảm nhiệm, được chỉ định theo Điều lệ Đảng Cộng sản Việt Nam.
- Phó Bí thư, Chủ nhiệm Ủy ban Kiểm tra ĐUQS tỉnh thường do Chính ủy Bộ CHQS đảm nhiệm:
- Ủy viên Thường vụ ĐUQS thường bao gồm: Chỉ huy trưởng, Chỉ huy phó kiêm Tham mưu trưởng, Phó Chính ủy Bộ CHQS tỉnh.
- Ủy viên ĐUQS tỉnh thường gồm: Chỉ huy Phó; Chủ nhiệm, Phó Chủ nhiệm chính trị, Tham mưu phó, Chủ nhiệm Hậu cần, Chủ nhiệm kỹ thuật Bộ CHQS tỉnh; Trung đoàn trưởng hoặc Chính ủy Trung đoàn Dự bị động viên, Chỉ huy trưởng hoặc Chính trị viên một số Ban CHQS huyện; Đoàn trưởng hoặc Chính ủy Đoàn kinh tế Quốc phòng, Giám đốc Xí nghiệp kinh tế quốc phòng thuộc quyền Chỉ huy của Bộ CHQS tỉnh

## Tổ chức, biên chế

### Bộ Chỉ huy
- 01 Chỉ Huy Trưởng Bộ CHQS tỉnh: Đại tá - Ủy viên Ban Thường Vụ Tỉnh ủy, Phó Bí thư Đảng ủy quân sự tỉnh.
- 01 Chính ủy Bộ CHQS tỉnh: Đại tá, Phó Bí thư thường trực Đảng ủy quân sự tỉnh.
- 01 Phó Chỉ Huy Trưởng kiêm Tham Mưu Trưởng Bộ CHQS tỉnh: Đại tá
- 02 Phó Chỉ Huy trưởng Bộ CHQS tỉnh: Đại tá
- 01 Phó Chính ủy Bộ CHQS tỉnh: Đại tá

### Cơ quan trực thuộc
- Văn phòng Bộ Chỉ huy. Chánh Văn phòng: Thượng tá
- Phòng Tham mưu. Tham mưu trưởng: Đại Tá; 2 Phó Tham mưu trưởng có quân hàm Thượng tá. Các Trưởng ban và các trợ lý có quân hàm cao nhất là Thượng tá, Trung tá.  
  - Thanh tra Quốc phòng
  - Ban Tác huấn
  - Ban Quân báo - trinh sát
  - Ban Quân lực
  - Ban Dân quân tự vệ
  - Ban Pháo Binh
  - Ban Công binh
  - Ban Phòng không
  - Ban Thông tin
  - Ban Cơ Yếu
  - Ban Tài chính
- Phòng Chính trị. Chủ nhiệm: Đại Tá; 2 Phó Chủ nhiệm có quân hàm Thượng Tá, 1 Phó Chủ nhiệm Ủy ban Kiểm tra Đảng ủy có quân hàm Thượng tá. Các Trưởng ban, các Ủy viên UBKT Đảng ủy và các trợ lý có quân hàm cao nhất là Thượng tá, Trung tá. 
  - Ủy ban Kiểm tra Đảng ủy
  - Ban Tổ chức
  - Ban Cán bộ
  - Ban Tuyên huấn
  - Ban Chính sách
  - Ban Dân vận
  - Ban Bảo vệ an ninh
- Phòng Hậu cần-Kỹ thuật. Chủ nhiệm: Thượng Tá; 2 Phó Chủ nhiệm có quân hàm Trung tá. Các Trưởng ban, Bệnh xá trưởng và các trợ lý có quân hàm cao nhất là Trung tá. Mỗi ban thuộc Phòng Hậu cần có quân số từ 5-7 quân nhân.
  - Ban Kế hoạch
  - Ban Quân nhu
  - Ban Doanh trại
  - Ban Quân y
  - Trợ lý Xăng dầu
  - Bệnh xá
  - Ban Quân khí
  - Ban Xe máy
  - Kho Vũ khí - Đạn
  - Trạm sửa chữa

Trong năm 2024, Quân đội đã tổ chức lại các Bộ Chỉ huy quân sự tại một số tỉnh, thành phố. Theo đó, giải thể Ban Khoa học quân sự; sáp nhập Phòng Hậu cần và Phòng Kỹ thuật thành Phòng Hậu cần - Kỹ thuật; sáp nhập Đại đội Trinh sát và Đại đội Thiết giáp thành Đại đội Trinh sát cơ giới; Trung đội Thông tin thành Đại đội Thông tin; Trung đội Công binh thành Đại đội Công binh.

### Đơn vị cơ sở trực thuộc
- 01 - 02 Trung đoàn bộ binh Khung thường trực có quân số 200-300 quân/ trung đoàn (với các tỉnh trọng điểm) hoặc Khung rút gọn quân số 30 quân/ trung đoàn (với các tỉnh nằm sâu trong nội địa, tỉnh nhỏ). Trong trường hợp có chiến tranh, các trung đoàn này lập tức được biên chế đủ 2.000 quân để đảm nhiệm tác chiến. Trung đoàn trưởng và Chính ủy đeo quân hàm Thượng tá
- Các Đại đội, Tiểu đoàn trực thuộc. Hầu hết là binh chủng kỹ thuật. Trong thời bình, Bộ CHQS tỉnh được biên chế: 01 đại đội thiết giáp(thường có 1-2 kíp xe trực chiến), 01 đại đội trinh sát (quân số rút gọn khoảng 50 người), 01 trung đội vệ binh - kiểm soát, 01 trung đội thông tin. Một số tỉnh được biên chế thêm đại đội công binh, đại đội pháo phòng không đủ quân... Trong thời chiến, về cơ bản các binh chủng thuộc tỉnh có quân số từ 1 đại đội đến 1 tiểu đoàn đủ quân
- Trường Quân sự tỉnh. Biên chế quân số khoảng 30 người, có nhiệm vụ đào tạo hạ sĩ quan, cán bộ tiểu đội, trung đội dân quân (đã giải thể từ năm 2020)
- Đoàn kinh tế quốc phòng hoặc Xí nghiệp Kinh tế quốc phòng một số tỉnh tương đương cấp trung đoàn, lữ đoàn. Thủ trưởng đơn vị đeo quân hàm Thượng tá, Đại tá
- Các Ban Chỉ huy Quân sự huyện, thị xã, thành phố thuộc Tỉnh trực thuộc. Quân số thời chiến của Ban Chỉ huy quân sự cấp huyện có thể có 500-1.000 người. Biên chế thời bình có từ 40-60 người bao gồm:
  - Ban Chỉ huy, Ban tham mưu, chính trị, động viên, Hậu cần - Kỹ thuật
  - Tiểu đoàn Dự bị động viên
  - Các trung đội, đại đội trực thuộc

## Chỉ huy trưởng Bộ Chỉ huy quân sự các tỉnh, thành phố trực thuộc Trung ương
| STT | Tỉnh, thành phố trực thuộc Trung ương | Họ và tên          | Cấp bậc   | Năm sinh   | Quê quán                                     | Thời gian đảm nhiệm |
| 01  | Hải Phòng                             | Bùi Xuân Thắng     | Đại tá    |            | Đan Phượng, Hà Nội                           | 21/12/2023          |
| 02  | Đà Nẵng                               | Nguyễn Văn Hòa     | Đại tá    |            |                                              | 19/7/2022           |
| 03  | Cần Thơ                               | Huỳnh Văn Hung     | Đại tá    |            |                                              | 26/4/2020           |
| 04  | An Giang                              | Thạch Thanh Tú     | Đại tá    |            |                                              | 26/7/2023           |
| 05  | Bà Rịa – Vũng Tàu                     | Lê Xuân Bình       | Đại tá    | 1977       | Phụng Hiệp, Hậu Giang                        | 18/10/2022          |
| 06  | Bạc Liêu                              | Đỗ Minh Đẩu        | Đại tá    |            |                                              | 2019                |
| 07  | Bắc Giang                             | Phạm Văn Tạo       | Đại tá    | 1974       |                                              | 4/5/2023            |
| 08  | Bắc Kạn                               | Nguyễn Đình Huỳnh  | Đại tá    |            |                                              | 7/4/2020            |
| 09  | Bắc Ninh                              | Nghiêm Đình Trung  | Đại tá    |            | Yên Phụ, Yên Phong, Bắc Ninh                 | 28/2/2020           |
| 10  | Bến Tre                               | Võ Văn Hội         | Đại tá    | 25/4/1971  | Lương Hòa, Giồng Trôm, Bến Tre               | 6/2020              |
| 11  | Bình Dương                            | Nguyễn Hoàng Minh  | Đại tá    |            |                                              | 18/4/2019           |
| 12  | Bình Định                             | Đỗ Xuân Hùng       | Đại tá    |            |                                              | 17/10/2023          |
| 13  | Bình Phước                            | Võ Thành Danh      | Đại tá    | 10/9/1974  | Trung Phúc Cường, Nam Đàn, Nghệ An           | 13/10/2023          |
| 14  | Bình Thuận                            | Nguyễn Anh Nghĩa   | Đại tá    | 1/1/1970   | Hành Dũng, Nghĩa Hành, Quảng Ngãi            | 31/3/2020           |
| 15  | Cà Mau                                | Nguyễn Văn Hùng    | Đại tá    |            |                                              | 9/3/2020            |
| 16  | Cao Bằng                              | Đàm Minh Diện      | Đại tá    | 7/2/1970   | Hoàng Tung, Hòa An, Cao Bằng                 | 23/7/2019           |
| 17  | Đắk Lắk                               | Lê Mỹ Danh         | Đại tá    |            |                                              | 17/7/2018           |
| 18  | Đắk Nông                              | Đinh Hồng Tiếng    | Đại tá    |            |                                              | 31/1/2020           |
| 19  | Điện Biên                             | Lê Văn Sơn         | Đại tá    |            |                                              | 12/10/2023          |
| 20  | Đồng Nai                              | Vũ Văn Điền        | Đại tá    |            |                                              | 13/2/2020           |
| 21  | Đồng Tháp                             | Nguyễn Hữu Cương   | Đại tá    |            |                                              | 6/3/2020            |
| 22  | Gia Lai                               | Lê Kim Giàu        | Đại tá    |            |                                              | 31/10/2019          |
| 23  | Hà Giang                              | Lại Tiến Giang     | Đại tá    |            |                                              | 9/1/2020            |
| 24  | Hà Nam                                | Lường Văn Thắng    | Đại tá    |            |                                              | 12/2/2020           |
| 25  | Hà Tĩnh                               | Nguyễn Xuân Thắng  | Đại tá    | 1977       | Xuân Hồng, Nghi Xuân, Hà Tĩnh                | 27/12/2019          |
| 26  | Hải Dương                             | Nguyễn Huy Thăng   | Đại tá    |            |                                              | 12/7/2019           |
| 27  | Hậu Giang                             | Phạm Văn Thân      | Đại tá    |            |                                              | 31/12/2021          |
| 28  | Hòa Bình                              | Đinh Đình Trường   | Đại tá    |            |                                              | 14/7/2023           |
| 29  | Huế                                   | Phan Thắng         | Thượng tá | 1976       | Hương Phong, Thuận Hóa, Thành phố Huế        | 24/3/2023           |
| 30  | Hưng Yên                              | Tô Thành Quyết     | Đại tá    |            |                                              |                     |
| 31  | Khánh Hòa                             | Bùi Đại Thắng      | Đại tá    |            |                                              | 31/1/2020           |
| 32  | Kiên Giang                            | Đàm Kiến Thức      | Đại tá    | 25/12/1971 | Hòa Hưng, Giồng Riềng, Kiên Giang            | 4/2015              |
| 33  | Kon Tum                               | Trịnh Ngọc Trọng   | Đại tá    |            |                                              | 28/3/2019           |
| 34  | Lai Châu                              | Hán Đức Nhu        | Đại tá    |            |                                              | 28/7/2022           |
| 35  | Lạng Sơn                              | Trần Xuân Mạnh     | Đại tá    |            |                                              | 28/12/2022          |
| 36  | Lào Cai                               | Phạm Hùng Hưng     | Đại tá    |            |                                              | 8/6/2020            |
| 37  | Lâm Đồng                              | Nguyễn Bình Sơn    | Đại tá    |            |                                              | 2017                |
| 38  | Long An                               | Nguyễn Tấn Linh    | Đại tá    |            |                                              | 10/4/2023           |
| 39  | Nam Định                              | Nguyễn Bá Thịnh    | Đại tá    |            |                                              | 25/12/2022          |
| 40  | Nghệ An                               | Phan Đại Nghĩa     | Đại tá    | 10/10/1976 | Nam Cát, Nam Đàn, Nghệ An                    | 01/10/2021          |
| 41  | Ninh Bình                             | Đinh Công Thanh    | Đại tá    | 2/9/1967   | Ninh Khang, Hoa Lư, Ninh Bình                | 7/2019              |
| 42  | Ninh Thuận                            | Lưu Xuân Phương    | Đại tá    | 16/7/1969  | Kinh Dinh, Phan Rang – Tháp Chàm, Ninh Thuận | 11/4/2018           |
| 43  | Phú Thọ                               | Nguyễn Đình Cương  | Đại tá    |            |                                              | 26/10/2022          |
| 44  | Phú Yên                               | Lương Kế Điềm      | Đại tá    | 1974       |                                              | 1/2020              |
| 45  | Quảng Bình                            | Đoàn Sinh Hoà      | Đại tá    | 1978       |                                              | 11/7/2021           |
| 46  | Quảng Nam                             | Lê Trung Thành     | Thượng tá | 14/8/1976  | Bình Nam, Thăng Bình, Quảng Nam              | 03/5/2020           |
| 47  | Quảng Ninh                            | Khúc Thành Dư      | Đại tá    |            |                                              | 23/10/2021          |
| 48  | Quảng Ngãi                            | Trần Thế Phan      | Thượng tá | 1979       | Mộ Đức, Quảng Ngãi                           | 4/11/2022           |
| 49  | Quảng Trị                             | Nguyễn Hữu Đàn     | Đại tá    | 28/5/1974  | Trung Nam, Vĩnh Linh, Quảng Trị              | 27/12/2019          |
| 50  | Sóc Trăng                             | Trần Quốc Khởi     | Đại tá    | 11/1/1973  | Nhơn Ái, Phong Điền, Cần Thơ                 | 11/10/2022          |
| 51  | Sơn La                                | Tô Quang Hanh      | Đại tá    |            |                                              | 14/1/2020           |
| 52  | Tây Ninh                              | Ngô Thành Đồng     | Đại tá    |            |                                              | 14/2/2020           |
| 53  | Thái Bình                             | Nguyễn Ngọc Tuệ    | Đại tá    |            |                                              | 30/12/2019          |
| 54  | Thái Nguyên                           | Nguyễn Văn Đồng    | Đại tá    |            |                                              | 28/6/2019           |
| 55  | Thanh Hóa                             | Lê Văn Diện        | Đại tá    |            |                                              | 13/7/2019           |
| 56  | Tiền Giang                            | Phạm Văn Thanh     | Đại tá    |            |                                              | 16/3/2020           |
| 57  | Trà Vinh                              | Trương Thanh Phong | Đại tá    |            |                                              |                     |
| 58  | Tuyên Quang                           | Đặng Văn Long      | Đại tá    |            |                                              | 13/1/2020           |
| 59  | Vĩnh Long                             | Trần Minh Trang    | Đại tá    |            |                                              | 27/2/2020           |
| 60  | Vĩnh Phúc                             | Nguyễn Văn Xuân    | Đại tá    |            |                                              | 9/7/2021            |
| 61  | Yên Bái                               | Trần Công Ứng      | Đại tá    |            |                                              | 17/1/2020           |

## Chính ủy Bộ Chỉ huy quân sự các tỉnh, thành phố trực thuộc Trung ương
| STT | Tỉnh, thành phố trực thuộc Trung ương | Họ và tên          | Cấp bậc   | Năm sinh  | Quê quán                                  | Thời gian đảm nhiệm |
| 01  | Hải Phòng                             | Đào Văn Thập       | Đại tá    |           |                                           |                     |
| 02  | Đà Nẵng                               | Đoàn Duy Tân       | Đại tá    |           |                                           |                     |
| 03  | Cần Thơ                               | Phạm Ngọc Quang    | Đại tá    |           |                                           | 28/02/2020          |
| 04  | An Giang                              | Lê Minh Quang      | Đại tá    |           |                                           |                     |
| 05  | Bà Rịa – Vũng Tàu                     | Nguyễn Thành Trung | Thượng tá |           |                                           | 20/4/2020           |
| 06  | Bạc Liêu                              | Nguyễn Hoàng Sa    | Đại tá    |           |                                           | 06/2020             |
| 07  | Bắc Giang                             | Vũ Đức Hiền        | Đại tá    |           |                                           | 28/02/2020          |
| 08  | Bắc Kạn                               | Nguyễn Văn Minh    | Đại tá    |           |                                           |                     |
| 09  | Bắc Ninh                              | Phạm Huy Đông      | Đại tá    |           |                                           |                     |
| 10  | Bến Tre                               | Nguyễn Văn Hoa     | Đại tá    |           |                                           |                     |
| 11  | Bình Dương                            | Nguyễn Thanh Bình  | Đại tá    |           |                                           | 3/2020              |
| 12  | Bình Định                             | Nguyễn Minh Hiến   | Đại tá    |           |                                           | 21/01/2020          |
| 13  | Bình Phước                            | Vũ Tiến Điền       | Đại tá    |           |                                           |                     |
| 14  | Bình Thuận                            | Ngô Minh Lực       | Thượng tá |           |                                           | 31/3/2020           |
| 15  | Cà Mau                                | Nguyễn Thanh Phong | Đại tá    |           |                                           |                     |
| 16  | Cao Bằng                              | Ngân Bá Đinh       | Đại tá    |           |                                           |                     |
| 17  | Đắk Lắk                               | Trần Minh Trọng    | Thượng tá |           |                                           | 4/2018              |
| 18  | Đắk Nông                              | Trương Xuân Lai    | Đại tá    |           |                                           |                     |
| 19  | Điện Biên                             | Nguyễn Thanh Nghị  | Đại tá    |           |                                           | 28/10/2016          |
| 20  | Đồng Nai                              | Huỳnh Thanh Liêm   | Đại tá    | 16/3/1966 | Long Bình, Thủ Đức, Thành phố Hồ Chí Minh |                     |
| 21  | Đồng Tháp                             | Trịnh Hoàng Phong  | Đại tá    |           |                                           |                     |
| 22  | Gia Lai                               | Lê Tuấn Hiền       | Đại tá    |           |                                           |                     |
| 23  | Hà Giang                              | Trần Đại Thắng     | Đại tá    |           |                                           | 09/01/2020          |
| 24  | Hà Nam                                | Nguyễn Mạnh Hùng   | Đại tá    |           |                                           | 09/11/2018          |
| 25  | Hà Tĩnh                               | Nguyễn Tất Nhân    | Đại tá    |           | Thạch Hà, Hà Tĩnh                         | 2017                |
| 26  | Hải Dương                             | Hồ Sỹ Quyện        | Đại tá    |           |                                           | 19/10/2022          |
| 27  | Hậu Giang                             | Huỳnh Việt Trung   | Đại tá    |           |                                           | 12/4/2018           |
| 28  | Hòa Bình                              | Quách Đăng Phú     | Đại tá    |           |                                           | 12/02/2020          |
| 29  | Huế                                   | Hoàng Văn Nhân     | Đại tá    |           |                                           | 27/12/2019          |
| 30  | Hưng Yên                              | Đoàn Huy Thái      | Đại tá    |           |                                           | 12/02/2020          |
| 31  | Khánh Hòa                             | Trịnh Việt Thành   | Đại tá    |           |                                           | 8/2018              |
| 32  | Kiên Giang                            | Lê Hoàng Vũ        | Đại tá    |           |                                           |                     |
| 33  | Kon Tum                               | Hồ Anh Tuấn        | Đại tá    |           |                                           | 22/7/2019           |
| 34  | Lai Châu                              | Thào A Pinh        | Đại tá    |           |                                           | 12/3/2020           |
| 35  | Lạng Sơn                              | Lê Văn Bền         | Đại tá    |           |                                           |                     |
| 36  | Lào Cai                               | Đỗ Thanh Lãng      | Đại tá    |           |                                           | 11/01/2020          |
| 37  | Lâm Đồng                              | Trần Văn Khương    | Đại tá    |           |                                           | 10/02/2020          |
| 38  | Long An                               | Trần Vinh Ngọc     | Đại tá    |           |                                           | 13/02/3020          |
| 39  | Nam Định                              | Vũ Xuân Trường     | Đại tá    |           |                                           |                     |
| 40  | Nghệ An                               | Phạm Văn Đông      | Đại tá    |           |                                           | 17/01/2020          |
| 41  | Ninh Bình                             | Đinh Công Lưu      | Đại tá    |           |                                           | 05/020/2020         |
| 42  | Ninh Thuận                            | Trương Thành Việt  | Thượng tá |           |                                           | 4/2018              |
| 43  | Phú Thọ                               | Nguyễn Minh Long   | Đại tá    |           |                                           | 3/2020              |
| 44  | Phú Yên                               | Phan Anh Khoa      | Đại tá    | 04/8/1965 | Hòa Trị, Phú Hòa, Phú Yên                 |                     |
| 45  | Quảng Bình                            | Hoàng Xuân Vĩnh    | Đại tá    |           |                                           |                     |
| 46  | Quảng Nam                             | Mai Kim Bình       | Thượng tá |           |                                           | 31/01/2020          |
| 47  | Quảng Ninh                            | Nguyễn Quang Hiến  | Đại tá    |           |                                           |                     |
| 48  | Quảng Ngãi                            | Bùi Tá Tuân        | Đại tá    |           |                                           |                     |
| 49  | Quảng Trị                             | Nguyễn Bá Duẩn     | Thượng tá |           |                                           | 27/12/2019          |
| 50  | Sóc Trăng                             | Đỗ Tiến Sỹ         | Đại tá    |           |                                           |                     |
| 51  | Sơn La                                | Hoàng Đình Tường   | Đại tá    |           |                                           |                     |
| 52  | Tây Ninh                              | Hoàng Xuân Cường   | Đại tá    |           |                                           | 26/4/2018           |
| 53  | Thái Bình                             | Phạm Đức Kiên      | Đại tá    |           |                                           | 07/02/2020          |
| 54  | Thái Nguyên                           | Ma Công Học        | Đại tá    |           |                                           |                     |
| 55  | Thanh Hóa                             | Đỗ Văn Minh        | Đại tá    |           |                                           | 31/10/2016          |
| 56  | Tiền Giang                            | Mai Văn Hòa        | Đại tá    |           |                                           | 16/3/2020           |
| 57  | Trà Vinh                              | Võ Duy Thanh       | Đại tá    |           |                                           |                     |
| 58  | Tuyên Quang                           | Hà Đình Khiêm      | Đại tá    |           |                                           | 18/10/2019          |
| 59  | Vĩnh Long                             | Phạm Văn Khiêm     | Đại tá    |           |                                           | 27/02/2020          |
| 60  | Vĩnh Phúc                             | Hoàng Nam Chung    | Thượng tá |           |                                           | 07/01/2020          |
| 61  | Yên Bái                               | Nguyễn Ngọc Thái   | Đại tá    |           |                                           |                     |